# Municipio de Glacier
El municipio de Glacier (en inglés: Glacier Township) es un municipio ubicado en el condado de Stutsman en el estado estadounidense de Dakota del Norte. En el año 2010, tenía una población de 22 habitantes y una densidad poblacional de 0,24 personas por kilómetro cuadrado.

## Geografía
El municipio de Glacier se encuentra ubicado en las coordenadas 47°16′56″N 99°10′22″O / 47.28222, -99.17278. Según la Oficina del Censo de los Estados Unidos, el municipio tiene una superficie total de 92.31 km², de la cual 89,79 km² corresponden a tierra firme y (2,73 %) 2,52 km² es agua.

## Demografía
Según el censo de 2010, había 22 personas residiendo en el municipio de Glacier. La densidad de población era de 0,24 hab./km². De los 22 habitantes, el municipio de Glacier estaba compuesto por el 100 % blancos. Del total de la población, el 0 % eran hispanos o latinos de cualquier raza.